# Château du Nessay
 (août 2010).
Si vous disposez d'ouvrages ou d'articles de référence ou si vous connaissez des sites web de qualité traitant du thème abordé ici, merci de compléter l'article en donnant les références utiles à sa vérifiabilité et en les liant à la section « Notes et références ».
Le château du Nessay est un château situé sur la commune de Saint-Briac dans le département d'Ille-et-Vilaine.

## Histoire
Le château actuel a été construit en 1882 par Alexandre Leroyer (architecte à Saint-Servan) pour le comte Maurice Goislard de Villebresme, qui sera le premier maire résident secondaire (de 1892 à 1899) de la commune. Il est situé sur une petite presqu'île qui sépare la plage et le port du Bechet (à l'est) de la plage de la Grande Salinette (à l'ouest). 
Son architecture est médiévaliste avec de nombreuses digressions, notamment l’utilisation massive de briques qui lui donne une allure de petit château bourgeois du XIXe siècle.
Plusieurs styles sont ainsi présents : médiéval avec des tours d'angles, les mâchicoulis et les créneaux, les fenêtres à meneaux ou en accolades pour rappeler le rôle défensif du site. Les murs sont constitués de gneiss, de briques, de tufeau et de moellons, avec une toiture couverte d'ardoises. Le château s'inspire des bâtiments de la Renaissance avec son rez-de-chaussée surélevé et l'utilisation de briques polychromes.
À l’origine, il ne se composait que de sa partie avant, en carré avec ses quatre tours d'angle. Des agrandissements ont été réalisés en 1896 et 1908. De son côté, l'entrée du parc évoque un pont-levis avec des tours de défense crénelées. 
Cette demeure est l'une des plus originales et des plus monumentales de Saint-Briac. Elle s'inscrit dans un contexte immobilier de villégiature typique de la côte d'Émeraude. Elle a été érigée sur l'emplacement d'un château fort dont l'origine remonte au XIIe siècle. Cette ancienne bâtisse portait le nom du site qui s'appelait alors « La Houle » et était la propriété de la famille d'Elbiest de 1460 à 1520. Cet édifice, dans l'enceinte duquel se trouvaient les potences de justice, fut détruit vers le milieu du XVIIe siècle. Les anciens seigneurs avaient été déchus de leurs prérogatives en 1656 au profit de la seigneurie de Pontbriand. 
Au XVIIIe siècle, un corps de garde a été construit pour la surveillance de la côte. Il se trouve aujourd'hui à proximité immédiate au sud du château, construit, lui, bien plus tard, au XIXe siècle. Ce petit édifice est fait de murs en granit et moellons avec une toiture à longs pans couverte en pierres. Il a un plan allongé, un vaisseau, une voûte en berceau plein-cintre, un campanile, un chevet plat et un pignon découvert. Pendant la Révolution, il deviendra une prison. À noter que le cadastre de 1828 le mentionne en tant que prison du Nezay. Il sera ensuite transformé en chapelle à la construction du château par Villebresme, utilisant en remploi une porte du XVIe siècle qui doit évoquer sa nouvelle destination.
En 1914, le château est vendu à Georges Bergès, un papetier converti à l'électrochimie qui a inventé la Cheddite, explosif très utilisé pendant la Première Guerre mondiale. Le château va rester dans la famille jusqu'en 1947. Durant la Seconde Guerre mondiale, le château a été occupé par les Allemands et c'est en ruines qu’il a été récupéré. Le château est alors vendu à l'entreprise Gillet Thaon pour en faire une colonie de vacances. En 1974, le textile français est en crise. Gillet Thaon a connu plusieurs restructurations et le personnel a bien diminué ainsi que les enfants qui partent en vacances. Le château est alors vendu à la municipalité. Le centre permanent « château du Nessay » est alors habilité pour l'accueil, en classe de mer ou en séjour vacances, de 65 élèves, de la maternelle au lycée, et de leurs accompagnateurs. Après avoir été loué pendant de longues années à l'association des Pupilles de l'école publique, il est confié à partir de 2013 à l'association Escale Bretagne.

## Actualité
En 2016, le château, qui n'a pas été suffisamment entretenu, se dégrade : il devient nécessaire de faire des travaux. La municipalité ne sait pas quoi en faire et personne n’est disposé à payer. Après une consultation de la population, parfois houleuse, il est loué au groupe hôtelier Kaahotels qui investit 8 millions d'euros pour en faire un hôtel restaurant de charme haut de gamme. La ville, quant à elle, conserve la propriété du site et des murs. De grands travaux de transformation sont effectués en 2017 et 2018. La chapelle, anciennement corps de garde, est transformée en petit entrepôt pour stocker de la nourriture. 
Les premiers clients de l'hôtel sont accueillis le 27 juillet 2018. 

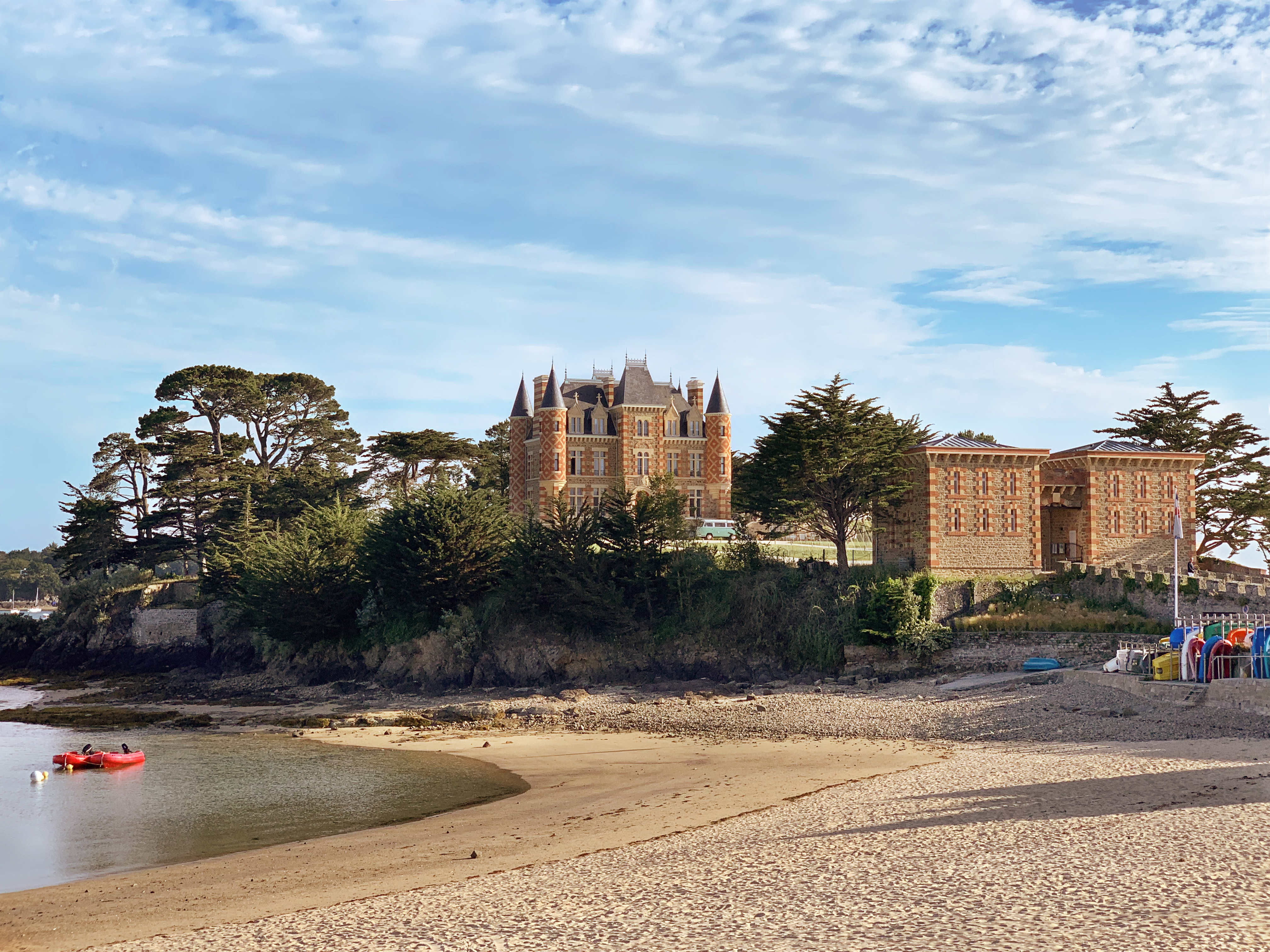
Le château et son parc vus depuis la plage du Bechet.
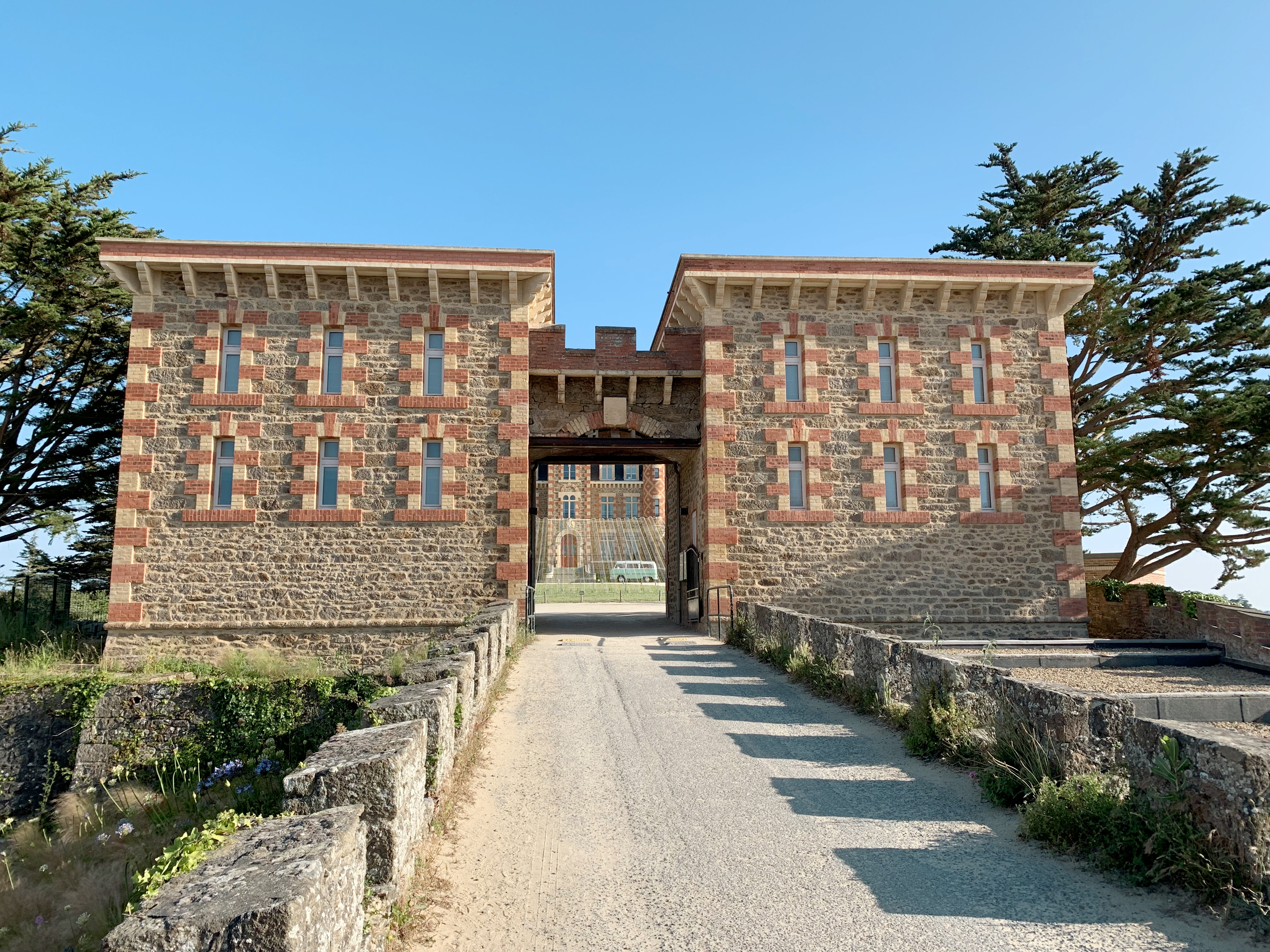
L’entrée du parc du château avec le porche élargi lors des travaux de 2017 et 2018.
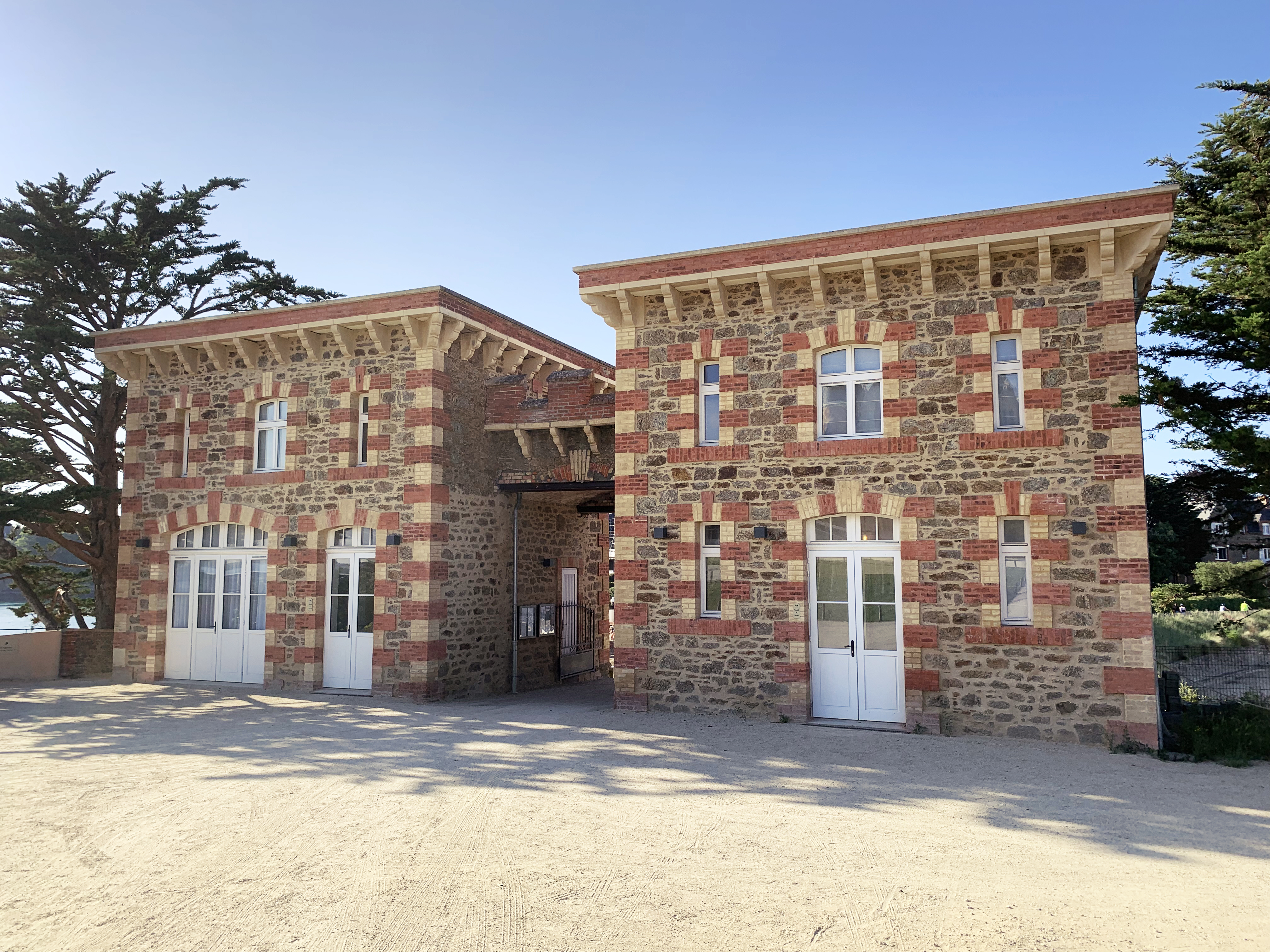
L’entrée du parc vue de l’intérieur, côté sud.
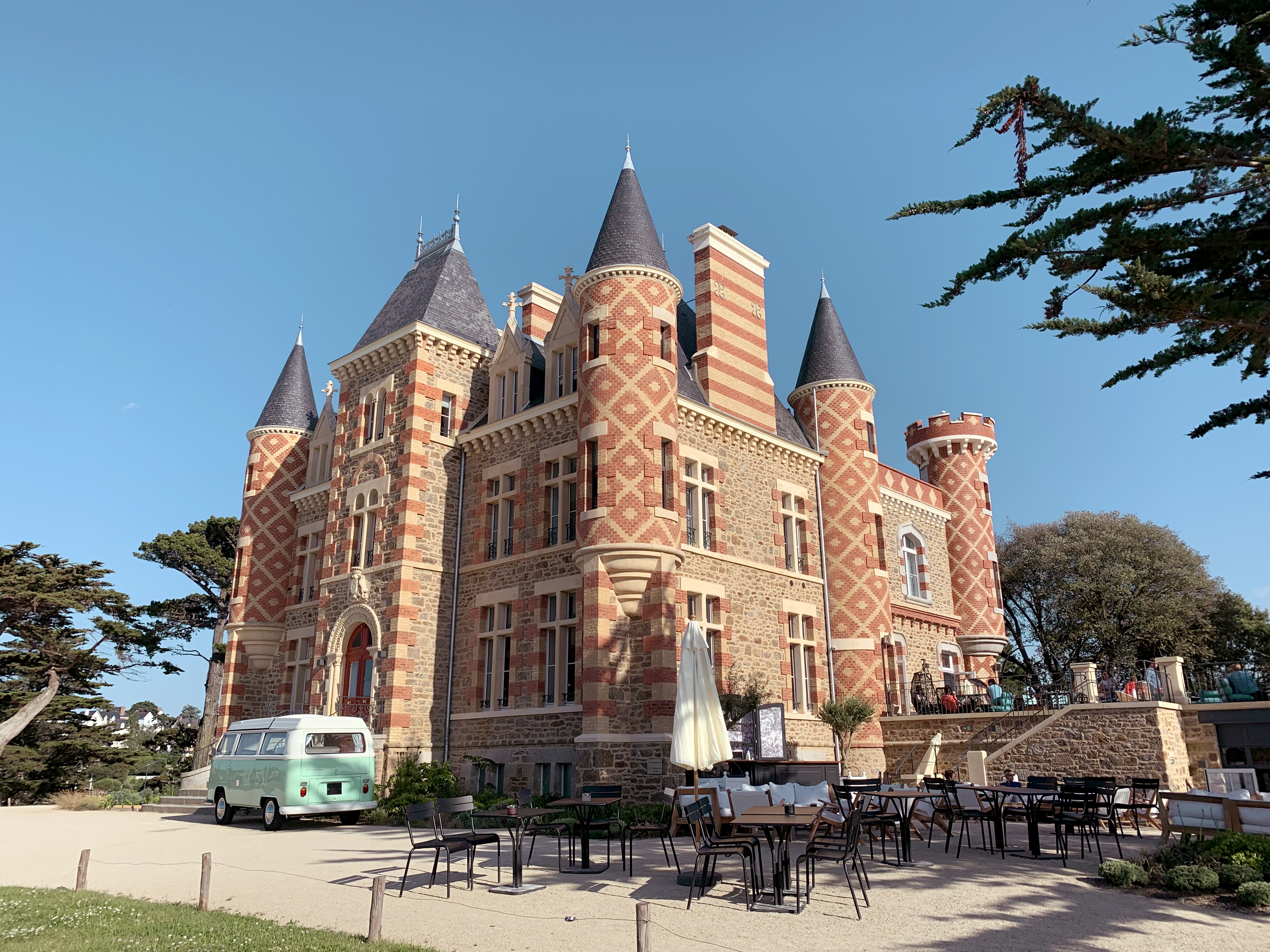
Les façades nord et ouest du château du Nessay.
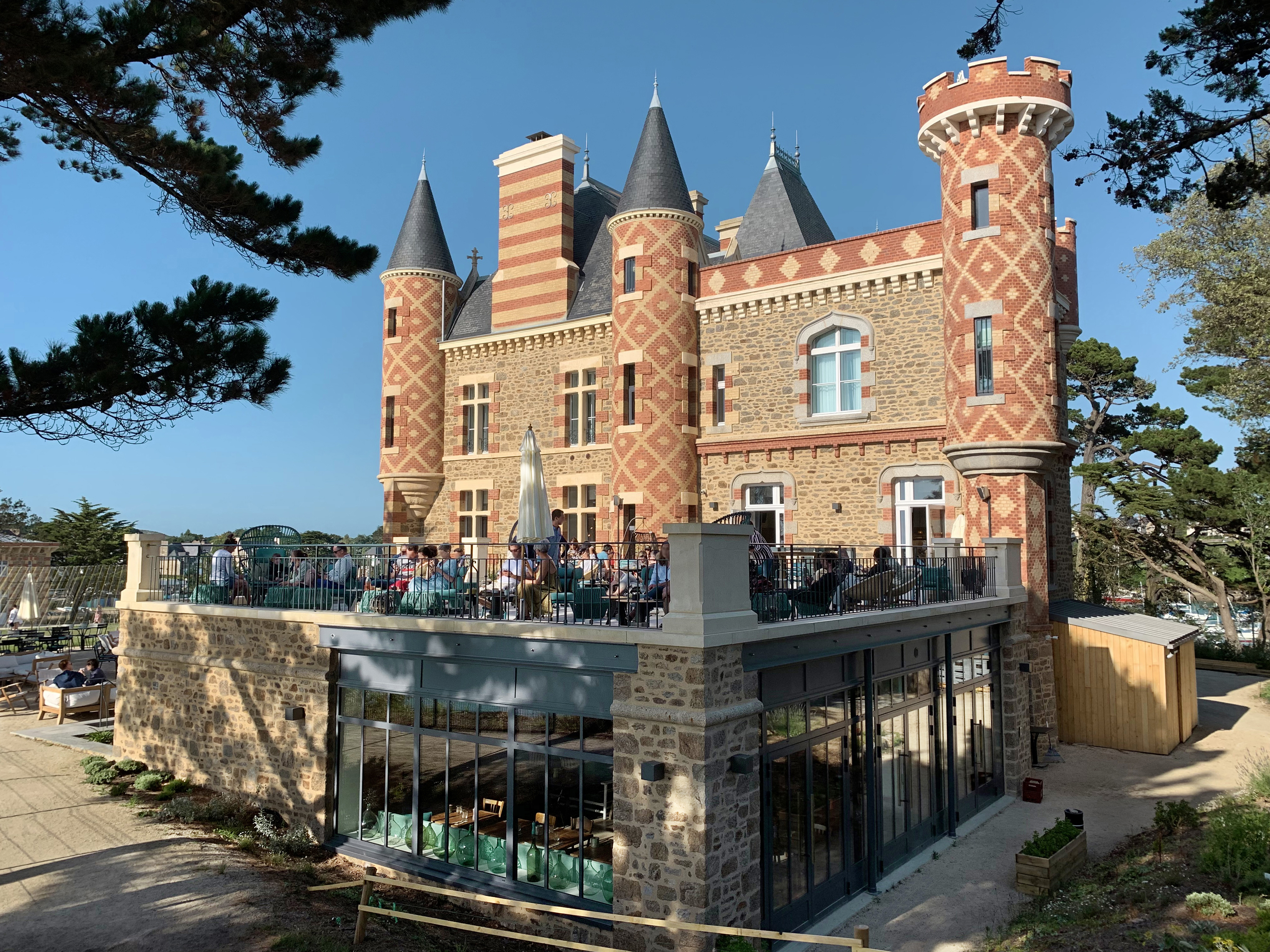
La façade ouest du château du Nessay avec sa terrasse au-dessus du restaurant qui abrite une belle collection de dame-jeanne derrière la vitre.

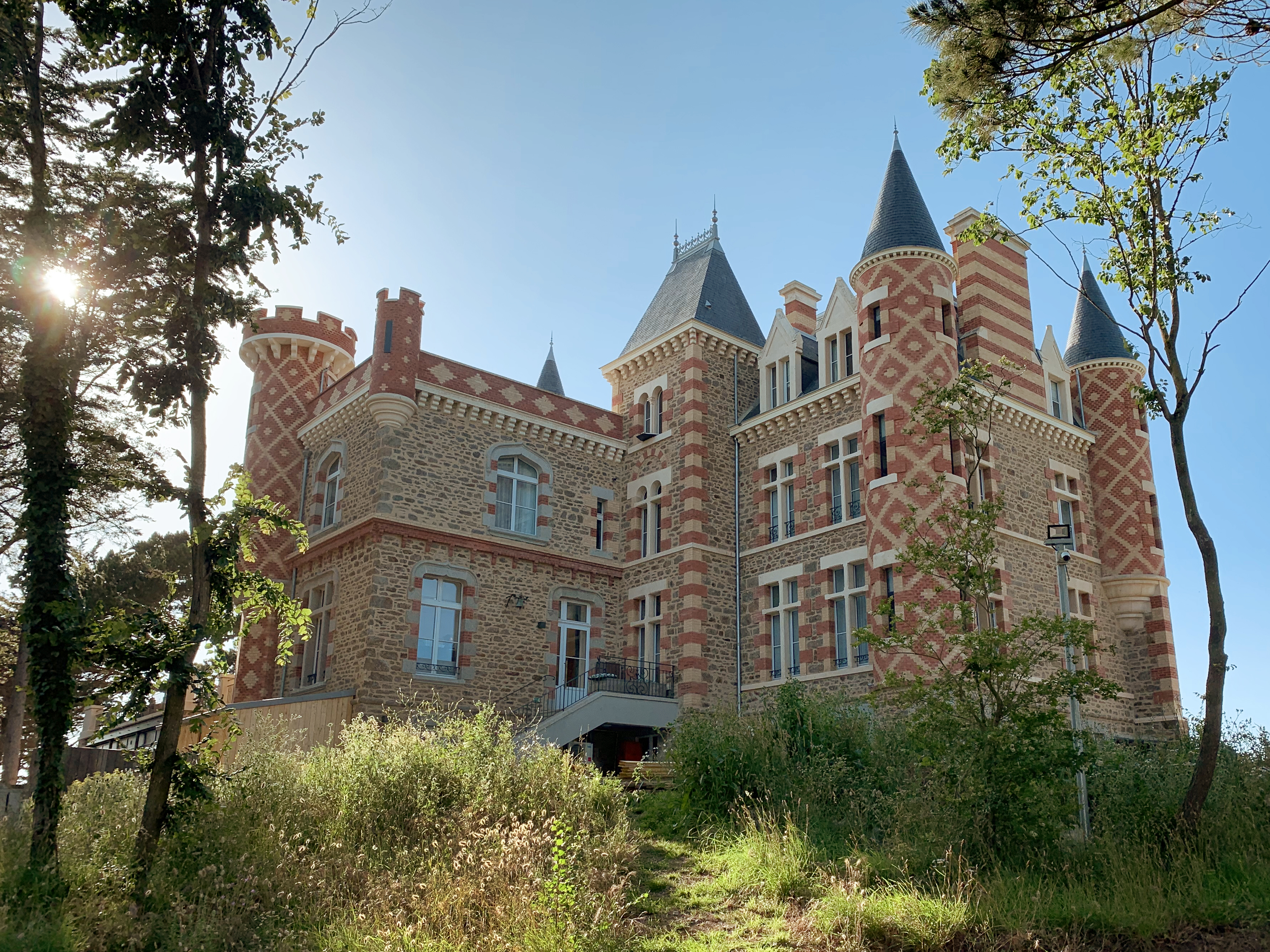
Façade sud à l’arrière du château avec, sur la gauche, l'extension construite en 1908.
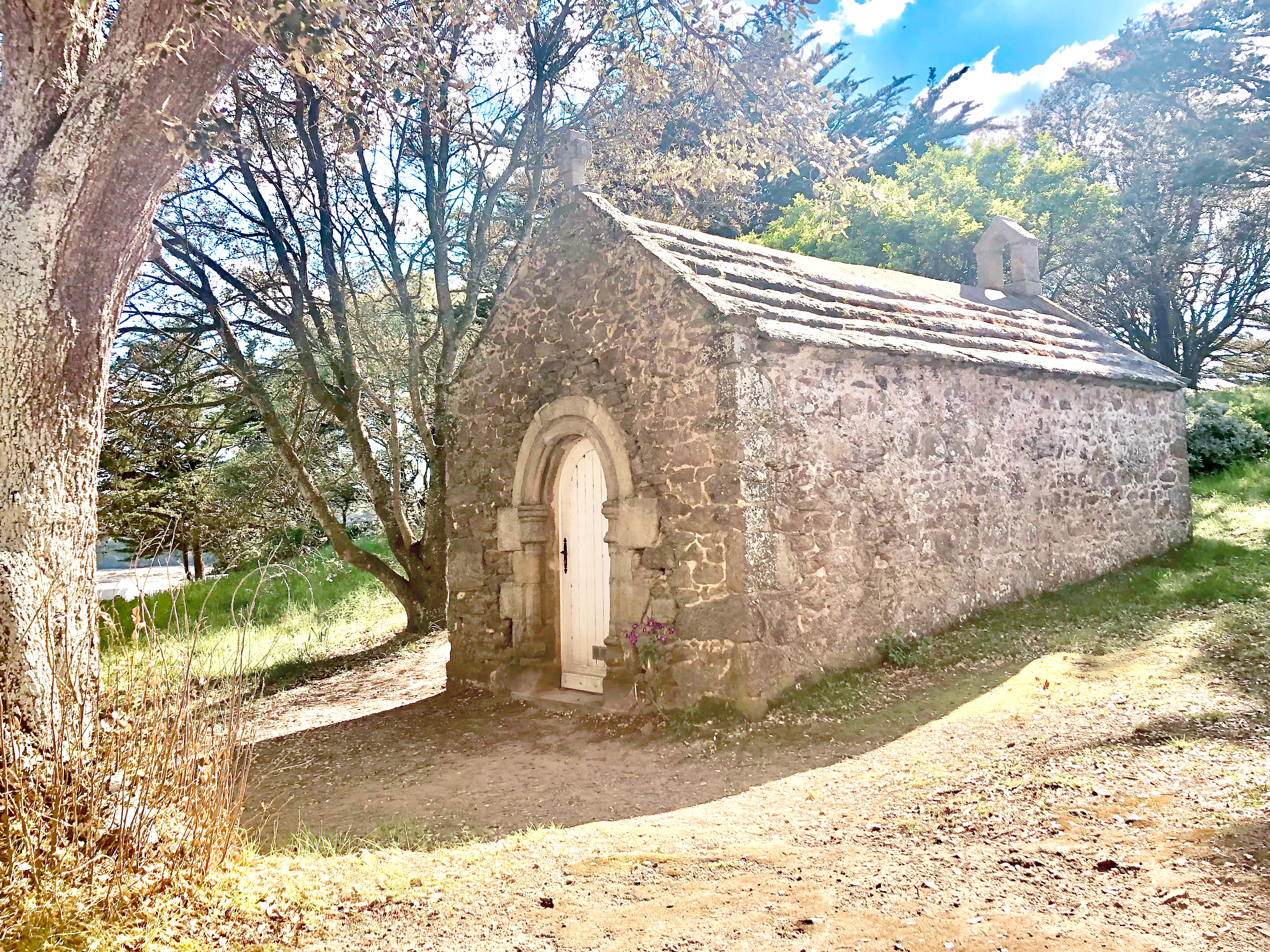
La chapelle du château, …
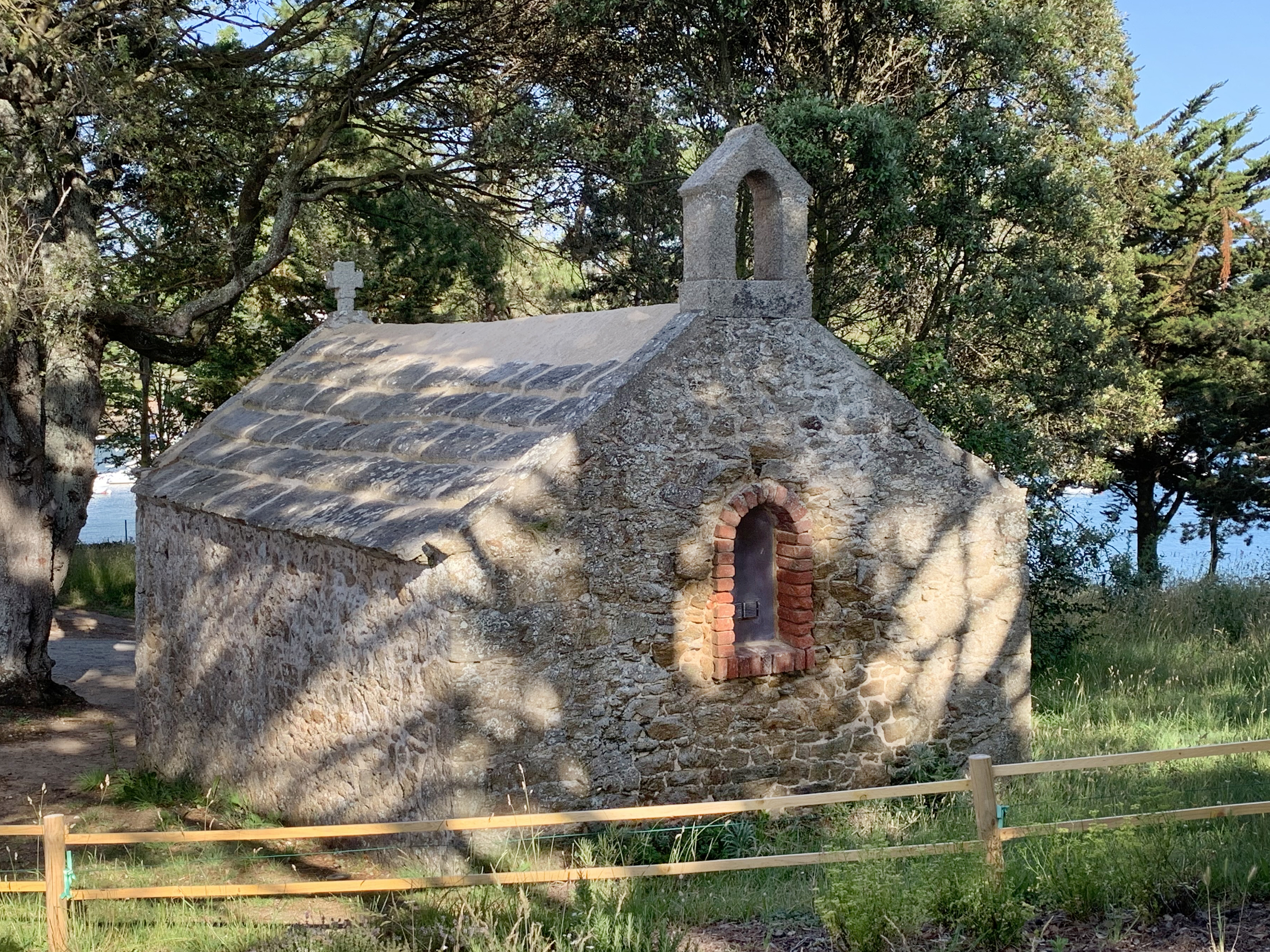
… un ancien corps de garde.
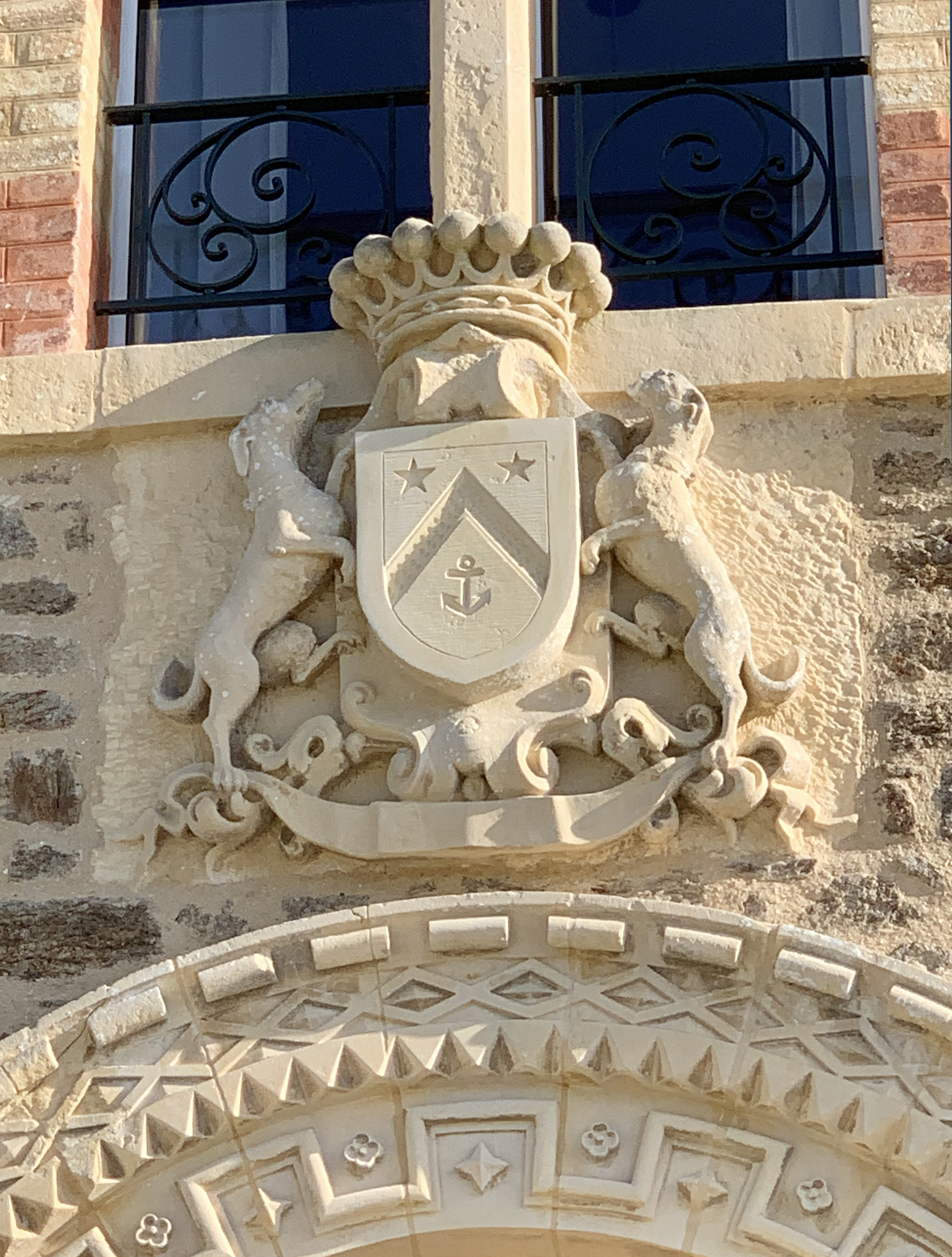
Les armoiries surmontées d'une couronne comtale situées au-dessus de l'entrée du château.
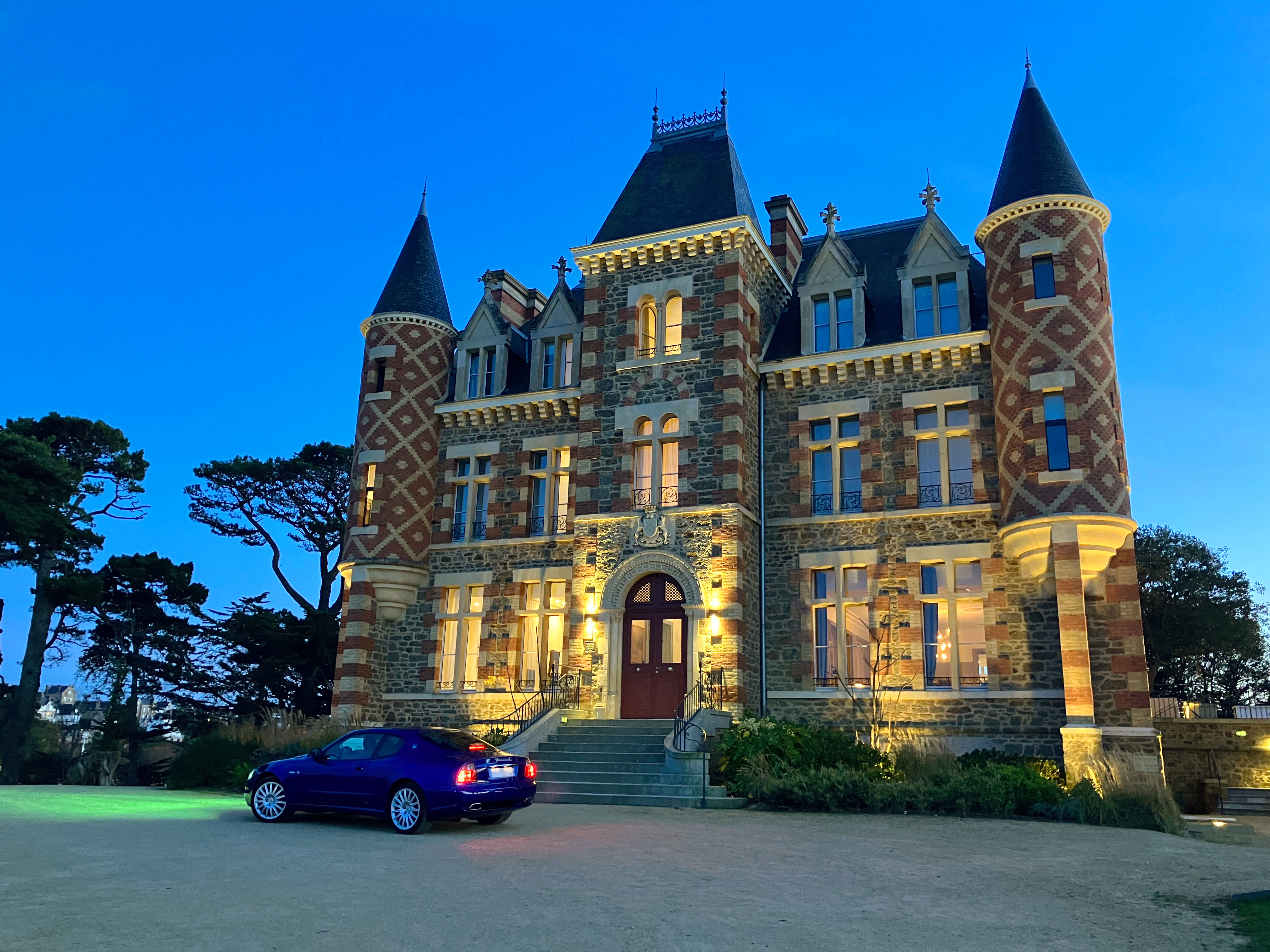
Le Nessay au crépuscule…
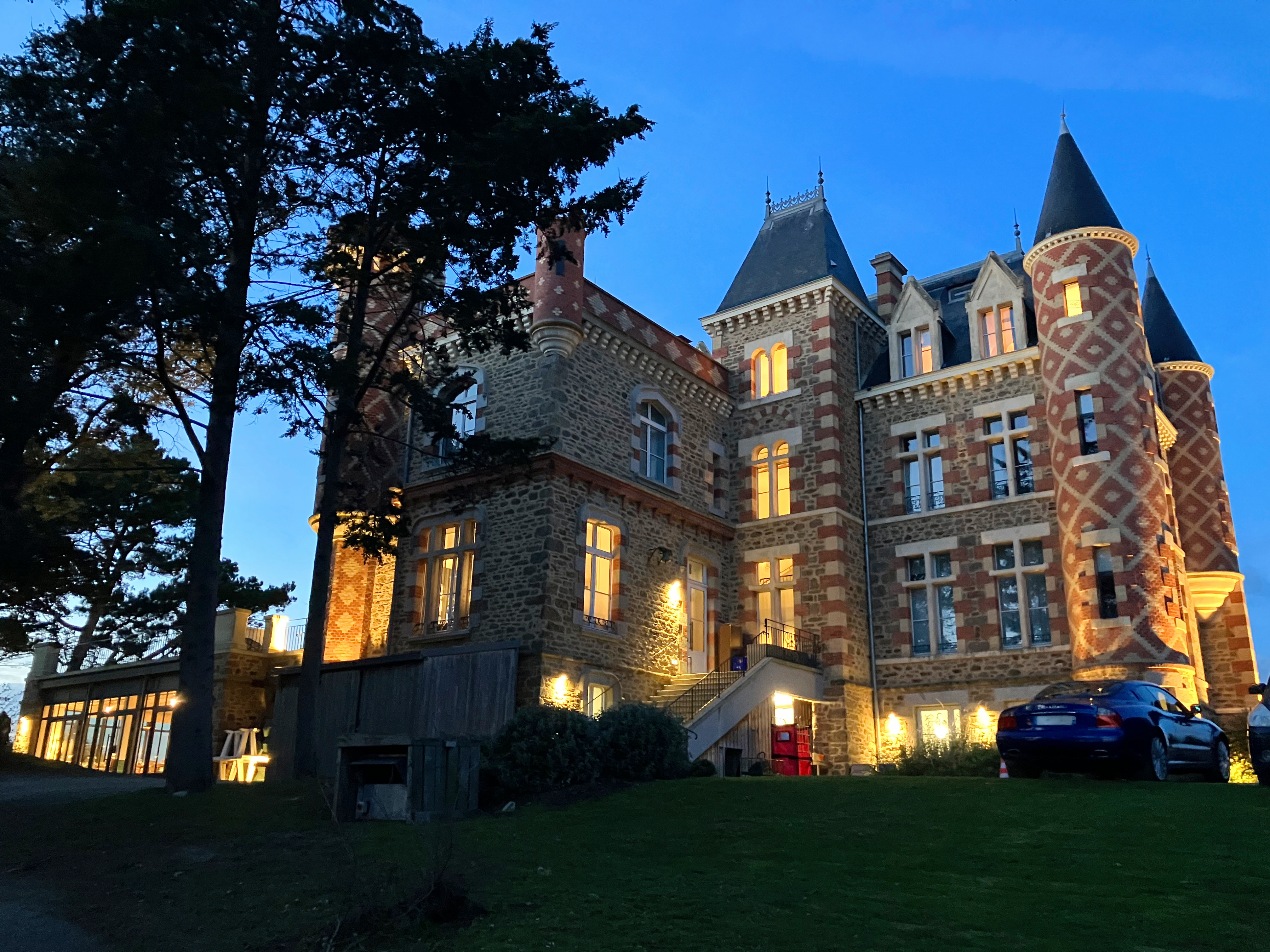
… lumières allumées.
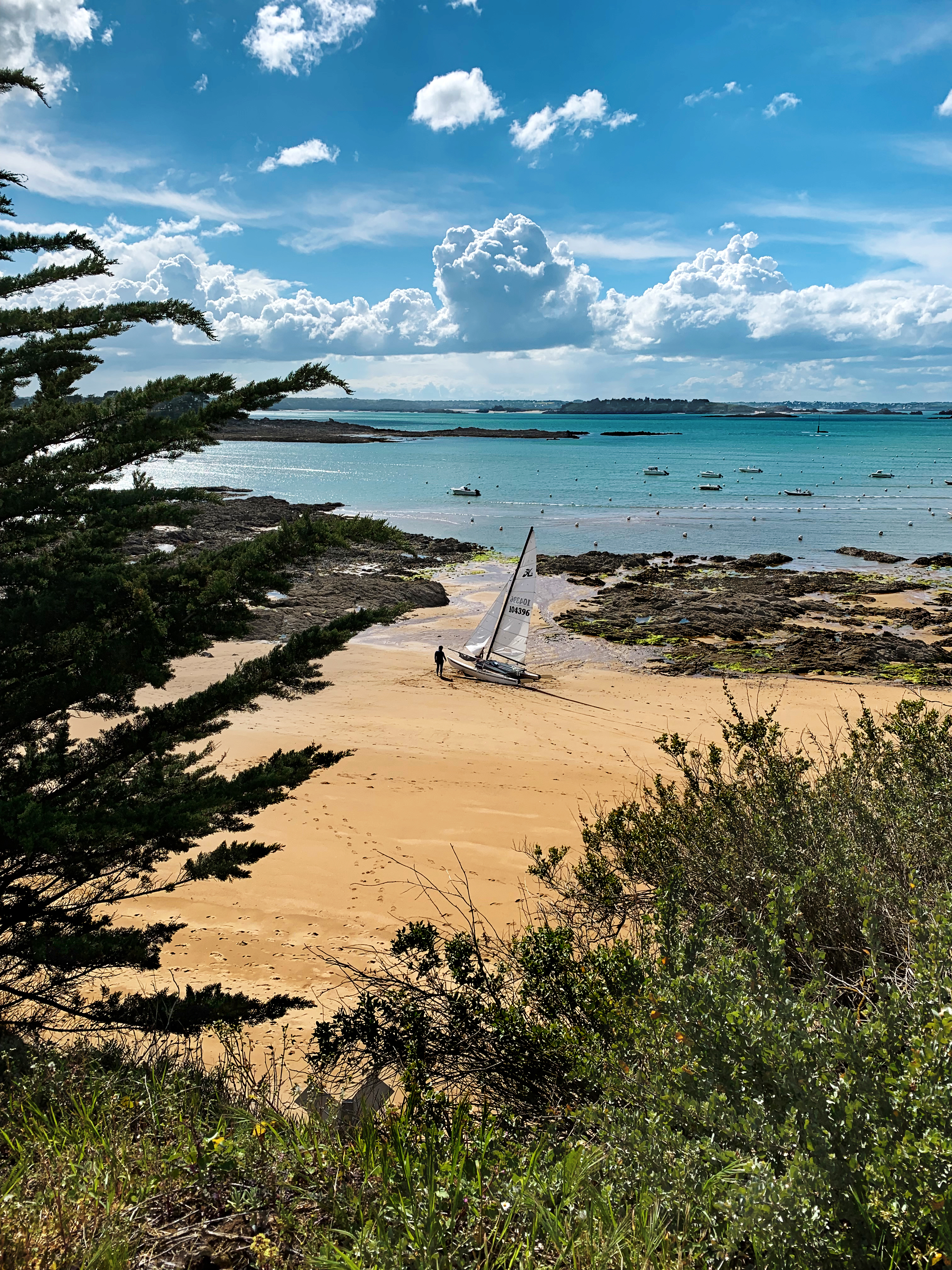
La plage de la Grande Salinette en contrebas, côté ouest, du parc du château du Nessay.
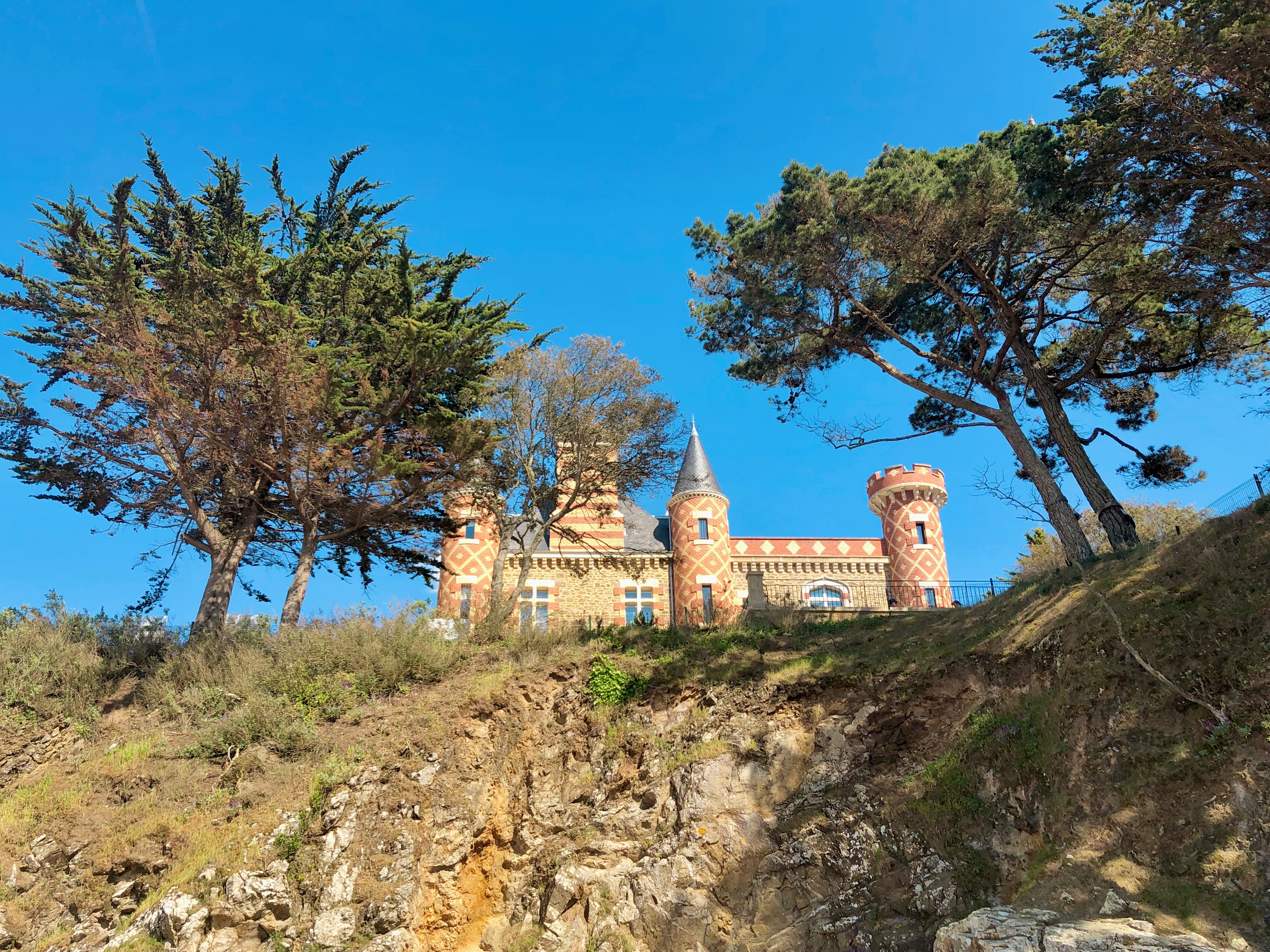
Le Nessay vu en contrebas depuis la Grande Salinette.
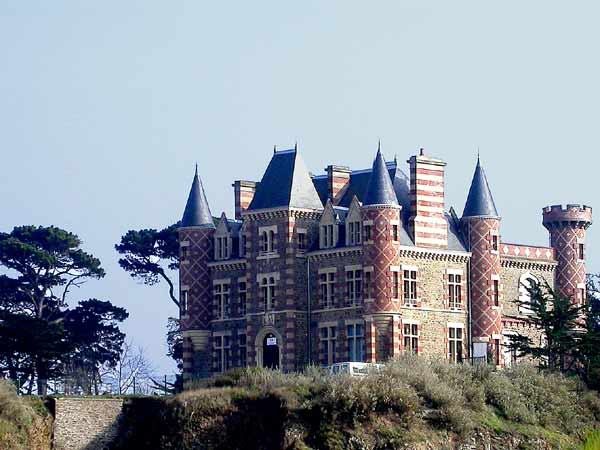
Vue du château, avant sa transformation en hôtel-restaurant, depuis la plage de la Grande Salinette.
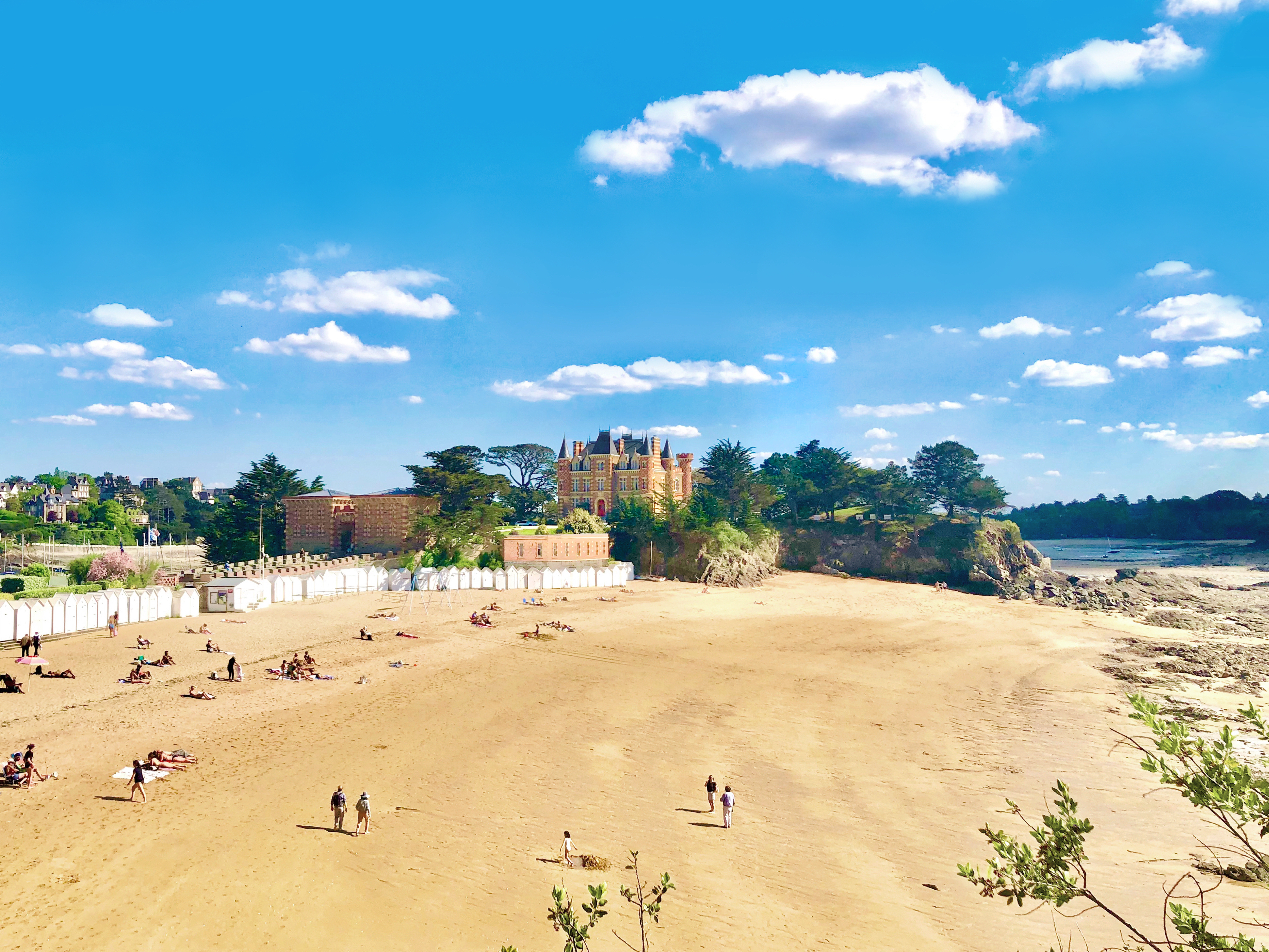
La plage de la Grande Salinette et la presqu'île du château du Nessay.